# حسرة ريدج
حسرة ريدج (بالإنجليزية: Heartbreak Ridge)‏ ، هي فيلم أمريكي من نوع دراما، أنتجت وارنر برذرز عام 1986م، من بطولة كلينت إيستوود.

## قصة فيلم
يحاول العسكري المخضرم ريدج (كلينت إيستوود) والذي خاض في الحرب الكورية قيامه لتعليم الجنود الأمريكيين، والتي يشمل الانضباط والاحترام وأداء التحية.

## مصدر
1. ↑  Box Office Information for Heartbreak Ridge. The Wrap. Retrieved April 4, 2013. [وصلة مكسورة] نسخة محفوظة 27 أغسطس 2016 على موقع واي باك مشين.

## وصلات خارجية
- حسرة ريدج على موقع IMDb (الإنجليزية)
- حسرة ريدج على موقع ميتاكريتيك (الإنجليزية)
- حسرة ريدج على موقع الموسوعة البريطانية (الإنجليزية)
- حسرة ريدج على موقع روتن توميتوز (الإنجليزية)
- حسرة ريدج على موقع نتفليكس (الإنجليزية)
- حسرة ريدج على موقع قاعدة بيانات الأفلام العربية
- حسرة ريدج على موقع ألو سيني (الفرنسية)
- حسرة ريدج على موقع Turner Classic Movies (الإنجليزية)
- حسرة ريدج على موقع أول موفي (الإنجليزية)
- حسرة ريدج على موقع بوكس أوفيس موجو (الإنجليزية)

- Official website
- Heartbreak Ridge at the قاعدة بيانات الأفلام على الإنترنت
- Heartbreak Ridge at the Movie Review Query Engine
- Heartbreak Ridge at الطماطم الفاسدة
- Heartbreak Ridge at بوكس أوفيس موجو